# Figurinele uli

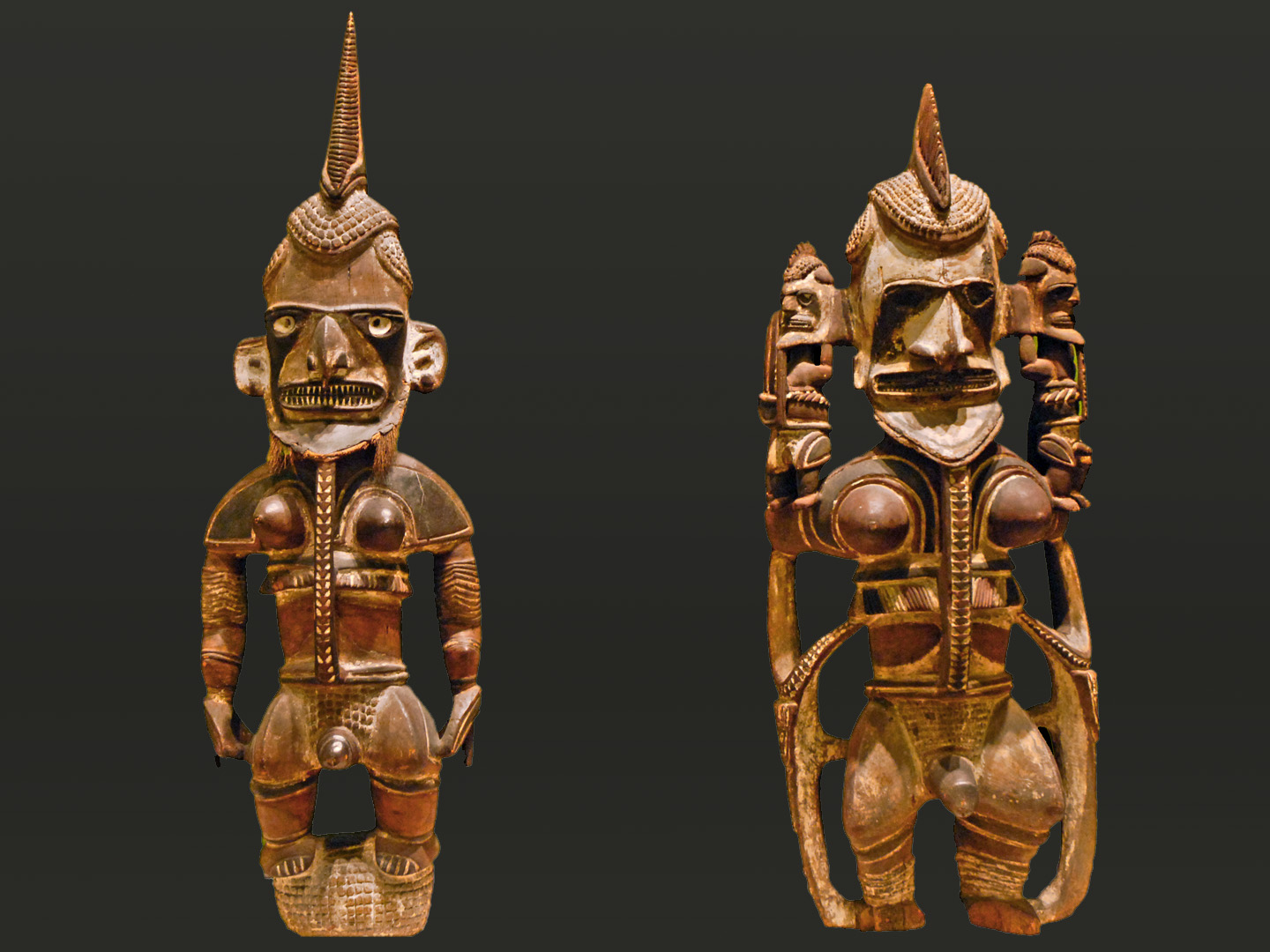
Două figurine uli din Noua Irlandă care datează din secolul al XIX-lea. Ele sunt expuse în Muzeul Etnologic din Berlin

Figurinele uli  sunt niște statui de lemn din insula Noua Irlandă a Papuei Noi Guinee. La fel ca vecinii lor din nord și din sud, tradiția artistică a creatorilor figurinelor uli, din centrul Noii Irlande se concetrau pe ceremoniile funerare.